# Det Norske Videnskaps-Akademi
Det Norske Videnskaps-Akademi (DNVA) er et norsk videnskabeligt akademi, der har til formål at fremme norsk videnskab og forskning gennem møder, økonomisk støtte og diverse publikationer.
Akamdeiet blev grundlagt 3. maj 1857 som Videnskabsselskabet i Christiania, men skiftede navn i 1924. Det har 219 ordinære pladser for norske medlemmer og 183 pladser for udenlandske, fordelt på to hovedklasser; matematik og naturvidenskab samt historie og filosofi. Klasserne er inddelt i faggrupper med hver sin leder. Nye medlemmer optages årligt og bliver udvalgt efter en vurdering af deres samlede faglige indsats og betydning indenfor det respektive forskningsområde.
Det Norske Videnskaps-Akademi fungerer som repræsentant for norsk videnskab overfor udenlandske akademier og internationale organisationer og er jævnligt vært for internationale konferencer og symposier. Akademiet udgiver en årbog og en række andre publikationer, bl.a. Lingvistisk Tidsskrift og Zoologica Scripta i samarbejde med Vetenskapsakademien og Physica Scripta i samarbejde med Det Kongelige Danske Videnskabernes Selskab. Det samarbejder desuden med Equinor om forskning indenfor olie, gas og miljø. Priserne Abelprisen, den norske Holmboeprisen (ikke den samme som den danske Holmboe Prisen) og Kavli-prisen uddeles af Det Norske Videnskaps-Akademi.
Kong Harald 5. er honorær præsident for akademiet.